# Doanh nghiệp nhỏ

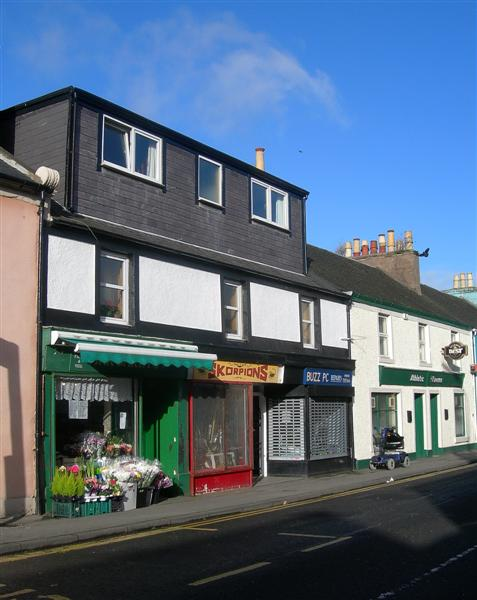
Một văn phòng của doanh nghiệp nhỏ ở Scotland

Doanh nghiệp nhỏ hay doanh nghiệp nhỏ lẽ/cá thể cũng được gọi doanh nghiệp con hay công ty con (rong quan hệ công ty mẹ con) là một doanh nghiệp, thường là doanh nghiệp tư nhân có quy mô hoạt động với một số lượng nhỏ các nhân viên và khối lượng tương đối thấp về doanh số bán hàng. Một số các doanh nghiệp nhỏ thường thuộc sở hữu tập đoàn, công ty hợp danh, hoặc doanh nghiệp tư nhân.

## Tổng quan
Định nghĩa pháp lý của khái niệm "nhỏ" thay đổi tùy theo quốc gia và ngành công nghiệp khác nhau, ví dụ như doanh nghiệp nhỏ là từ ít hơn 15 nhân viên trở xuống ở Australia vào 2009, hay với 50 nhân viên theo quy chuẩn của Liên minh châu Âu (EU), và ít hơn 500 nhân viên theo quy chuẩn tại Mỹ. Các doanh nghiệp nhỏ cũng có thể được phân loại theo các phương pháp khác như việc bán hàng, khối lượng tài sản có, vốn điều lệ, hoặc lợi nhuận ròng....
Các doanh nghiệp nhỏ là phổ biến ở nhiều quốc gia, tùy thuộc vào hệ thống kinh tế và cơ cấu kinh tế. Ví dụ điển hình bao gồm: cửa hàng tiện lợi, cửa hàng nhỏ khác (chẳng hạn như một tiệm bánh đặc sản), tiệm cắt tóc, các công ty của thương gia, luật sư, kế toán, những nhà hàng, nhà khách, các nhiếp ảnh gia, cơ sở sản xuất quy mô nhỏ, kinh doanh trực tuyến, chẳng hạn như thiết kế web và lập trình, vv

## Lợi thế
Một doanh nghiệp nhỏ có thể được bắt đầu tại điểm xuất phát thuận lợi với một chi phí rất thấp. Doanh nghiệp nhỏ cũng phù hợp với tiếp thị internet. Thích ứng với thay đổi là lợi thế rất quan trọng trong kinh doanh và đặc biệt là doanh nghiệp nhỏ, không bị ràng buộc với bất kỳ tính chất quan liêu và quán tính nặng nề (sức ỳ của một hệ thống bộ máy đồ sộ và quy chế làm việc phức tạp, chặt chẽ), nó thường dễ dàng hơn để đáp ứng cho yêu cầu, đòi hỏi của thị trường một cách nhanh chóng. 

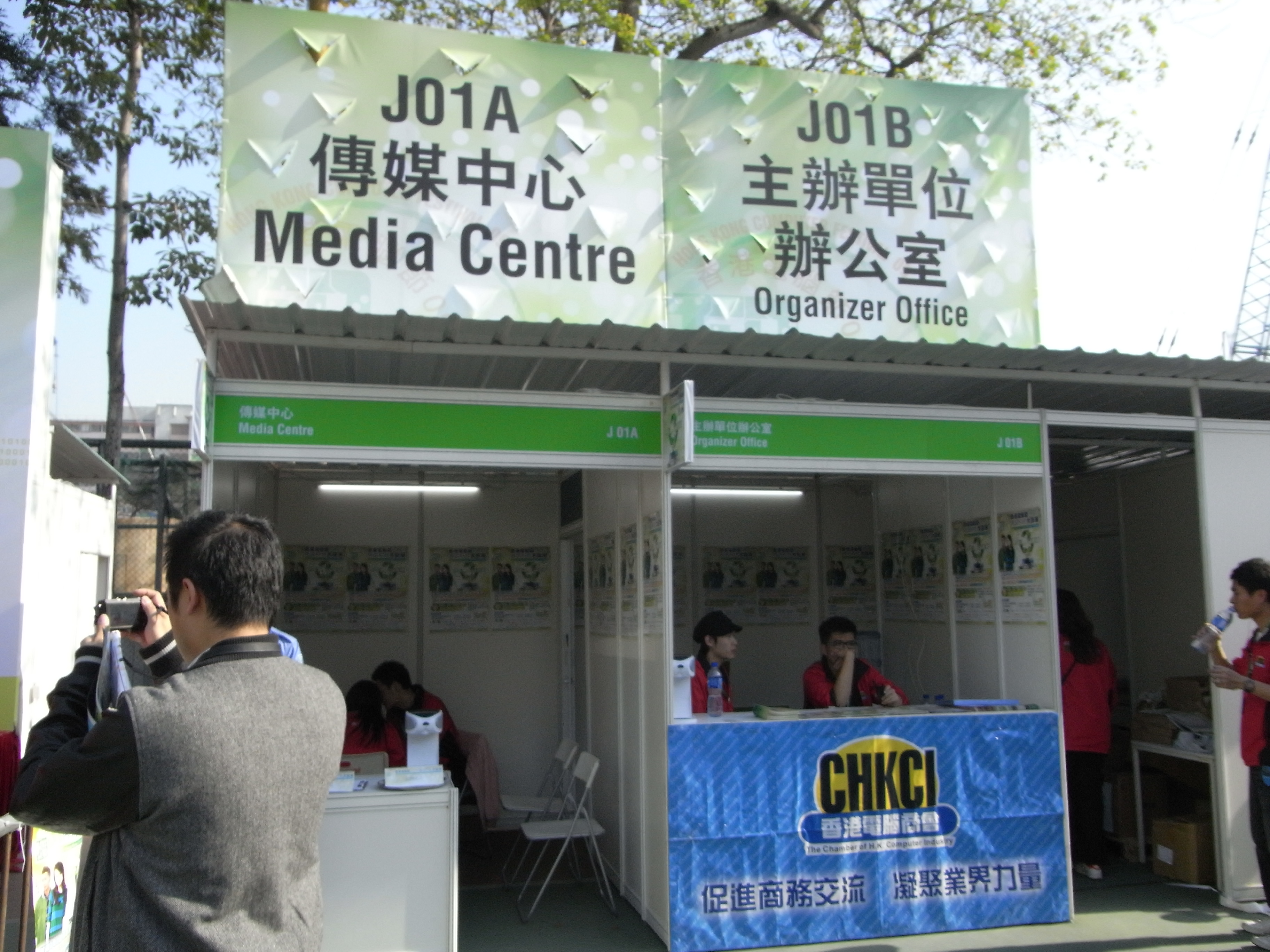
Các điểm tiếp thị

Chủ sở hữu doanh nghiệp nhỏ có xu hướng thân mật với khách hàng, họ thường tiếp xúc trực tiếp với khách hàng, quan đó tiếp nhận những tâm tư, tình cảm, nhu cầu, xu hướng của khách hàng để có những phản hồi, điều chỉnh kịp thời trong khi những Tổng giám đốc, Chủ tịch Hội đồng quản trị... của các tập đoàn, doanh nghiệp lớn ít có thời gian để tiếp xúc thường xuyên với khách hàng.
Độc lập cũng là một lợi thế của việc sở hữu một doanh nghiệp nhỏ. Một cuộc khảo sát của chủ sở hữu doanh nghiệp nhỏ cho thấy rằng 38% những người đã rời công việc của họ tại các công ty khác nói rằng lý do chính của họ ra đi cho dù được đối xử không thệ là họ muốn được làm chủ chính bản thân, tự quyết định số phận của mình. Tự do hoạt động độc lập là một phần thưởng cho các chủ sở hữu doanh nghiệp nhỏ. Ngoài ra, nhiều người mong muốn để làm cho quyết định của mình, chấp nhận rủi ro của riêng mình, và gặt hái những phần thưởng của những nỗ lực của họ.
Các chủ sở hữu doanh nghiệp nhỏ có sự hài lòng của quyết định của mình trong các khó khăn đối với kinh tế và các yếu tố môi trường. Tuy nhiên, các doanh nhân phải làm việc nhiều giờ rất dài và hiểu mà cuối cùng khách hàng của họ là ông chủ của họ.

## Các vấn đề phải đối mặt
Các doanh nghiệp nhỏ thường phải đối mặt với một loạt các vấn đề liên quan đến quy mô của doanh nghiệp mình. Một nguyên nhân thường xuyên của việc phá sản là không đủ khả năng chi trả và khó khăn trong huy động vốn. Đây thường là một kết quả của kế hoạch yếu kém chứ không phải là do điều kiện kinh tế - đó là quy luật chung mà các nhà doanh nghiệp cần phải trải qua.
Ngoài ra để đảm bảo rằng doanh nghiệp có đủ vốn, các chủ doanh nghiệp nhỏ cũng cần quan tâm đến lợi nhuận đóng góp (doanh thu trừ đi chi phí). Tại Hoa Kỳ, một số trong những mối quan tâm lớn nhất của chủ sở hữu doanh nghiệp nhỏ là chi phí bảo hiểm (chẳng hạn như bảo hiểm trách nhiệm pháp lý và sức khỏe), thuế và việc đóng thuế.
Vẫn còn một vấn đề đối với nhiều doanh nghiệp nhỏ là năng lực cạnh tranh của các doanh nghiệp lớn hơn nhiều và ảnh hưởng bao trùm.